# Kościół Trinità dei Monti
Kościół Santissima Trinità dei Monti, w skrócie: Trinità dei Monti (pol. kościół Trójcy Świętej na Górze [Pincio]) – rzymskokatolicki kościół w Rzymie, w diecezji rzymskiej. Położony jest w rione Campo Marzio na szczycie wzgórza Pincio, od którego wziął swoją nazwę. Od jego podnóża prowadzą w dół Schody Hiszpańskie. Należy do katolików francuskich (Wspólnota Emmanuel).
Od 21 października 2003 roku jest kościołem tytularnym kardynała Philippe’a Barbarina (SS. Trinità al Monte Pincio).

## Przynależność kościoła i klasztoru Trinità dei Monti
Kościół i klasztor Trinità dei Monti Miejsce tradycyjnie należą do Pieux Etablissements de la France a Rome et a Lorette, francuskiej fundacji z siedzibą we Włoszech, znajdującej się pod opieką prawną ambasady francuskiej przy Stolicy Apostolskiej. Fundacja ma za zadanie przyjmowanie pielgrzymów francuskojęzycznych w Rzymie oraz przyczynianie się do obecności kulturalnej Francji w Rzymie.
25 lipca 2016 roku podpisano w Rzymie umowę pomiędzy Stolicą Apostolską a Republiką Francuską, na mocy której kościół przekazano francuskiej Wspólnocie Emmanuel (Communauté de l'Emmanuel). Podstawą prawną tej umowy była nowelizacja konwencji z 14 maja i 8 września 1828 roku oraz kolejnych poprawek, dotyczących kościoła i klasztoru Trinità dei Monti.

## Historia
Do początku XVI wieku na terenie obecnego kościoła znajdowała się rozległa winnica, którą władca Francji Karol VIII podarował pewnemu zakonowi. Od tego też czasu datuje się wpływ francuski na tym obszarze. W 1502 roku na rozkaz Ludwika XII, króla Francji i właściciela gruntu, rozpoczęto budowę kościoła z zamiarem przyznania go francuskim mnichom z Zakonu św. Franciszka z Paoli. Do kościoła przylgnęła nazwa Trinità dei Monti – Św. Trójcy na Górze, w odniesieniu do wzgórza Pincio, na którym został wzniesiony. Prace budowlane trwały przez cały XVI wiek, z przerwą w latach 1527–1587, ze względu na poważne straty, zwłaszcza finansowe, spowodowane przez Sacco di Roma. Budowniczymi kościoła, którego projekt tradycyjnie przypisywano Giacomowi della Porta, byli architekci Annibale Lippi i Gregorio Caronica. Kościół został zbudowany w stylu gotyckim z kamienia z Narbony. Konsekracji dokonał w 1585 roku papież Sykstus V. W latach 1585–1586 zlecił on Domenicowi Fontanie zbudowanie drogi, która miała połączyć wzgórze Pincio z bazyliką Santa Maria Maggiore. Gdy ukończono prace, okazało się, że droga leży o wiele niżej, niż klasztor i kościół. Aby uporać się z tym problemem, architekt zaprojektował i zbudował dwubieżne schody z dwoma tarasami, prowadzące do kościoła.

## Architektura
Fasada kościoła, rozczłonkowana lizenami, przepruta w górnej części dużym, półkolistym oknem i zwieńczona balustradą, jest dziełem Carla Maderna. Wrażenie spiętrzenia nadają jej dwie symetryczne wieże, przykryte ośmiokątnymi kopułami.
Przed kościołem znajduje się obelisk Sallustiano, prawie na pewno przywieziony do Rzymu przez Lucjusza Domicjusza Aureliana i umieszczony pierwotnie w „Ogrodach Salustiana” (od którego wziął swoją nazwę). Obelisk ma 13,91 m wysokości, a wykonany został z czerwonego granitu. Został tak usytuowany, aby w pewnym stopniu poprawić niezupełnie osiowe położenie kościoła w stosunku do schodów. Jednocześnie zamyka on perspektywę Via Sistina, prostej ulicy, prowadzącej aż do odległej bazyliki Santa Maria Maggiore.

## Wnętrze
Wnętrze składa się z jednej, obszernej nawy. Do każdego jej boku przylega sześć kaplic, ozdobionych dziełami sztuki. Na wysokości trzeciej kaplicy nawę przedziela metalowa krata, zwykle zamknięta. Wnętrze, przebudowane w 1774 roku, zachowało w łuku tęczowym, prezbiterium i transepcie elementy architektury późnogotyckiej. Ołtarz główny pochodzi z 1676 roku.

### Kaplice po prawej stronie
W pierwszej kaplicy po prawej stronie znajduje się Chrzest Chrystusa, a na ścianach bocznych – sceny z życia św. Jana Chrzciciela, pędzla Giovanniego Battisty Naldiniego. W trzeciej kaplicy (Cappella Della Rovere) znajdują się freski Danielego da Volterry i jego pomocników, na ścianie czołowej – obraz Wniebowzięcie Najświętszej Maryi Panny Volterry, a na ścianach bocznych – obrazy: Ofiarowanie w świątyni i Rzeź niewiniątek Michelego Albertiego. Kaplicę czwartą (Cappella Orsini) zdobią freski przedstawiające Mękę Pańską, namalowane przez Parisa Nogariego, a szóstą – freski szkoły umbryjskiej.

### Kaplice po lewej stronie
Pierwszą kaplicę po lewej stronie pokrywają freski Męki Pańskiej Cesarego Nebbii. W kaplicy drugiej znajduje się obraz Zdjęcie z krzyża i fresk w stylu manierystycznym, dzieło Danielego da Volterry, ucznia Michała Anioła, który po śmierci swego mistrza otrzymał pseudonim „braghettone” („spodniarz”) po tym, jak został oskarżony o zamalowanie spodniami scen nagości na Sądzie Ostatecznym w Kaplicy Sykstyńskiej. Dekorowanie piątej kaplicy (Cappella Massimo) rozpoczął w 1537 roku Perino del Vaga, a ukończyli w latach 1563–1589 bracia Taddeo i Federico Zuccaro (Ojciec Przedwieczny z martwym Chrystusem, Wniebowzięcie oraz August i Sybilla). W ostatniej kaplicy po lewej stronie (Cappella Pucci) znajdują się historie ze Starego i Nowego Testamentu, pędzla Perina del Vaga.

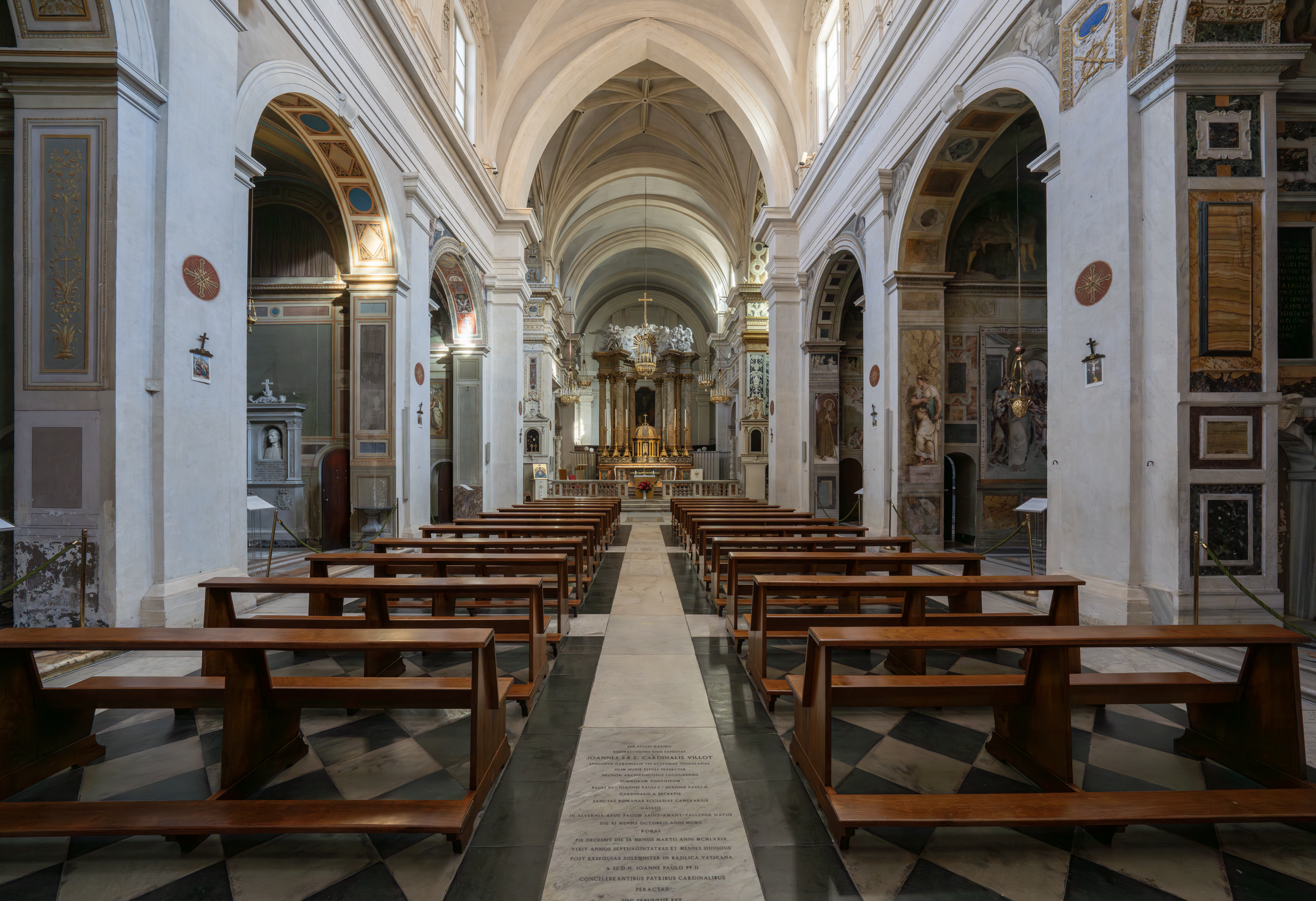
Wnętrze kościoła
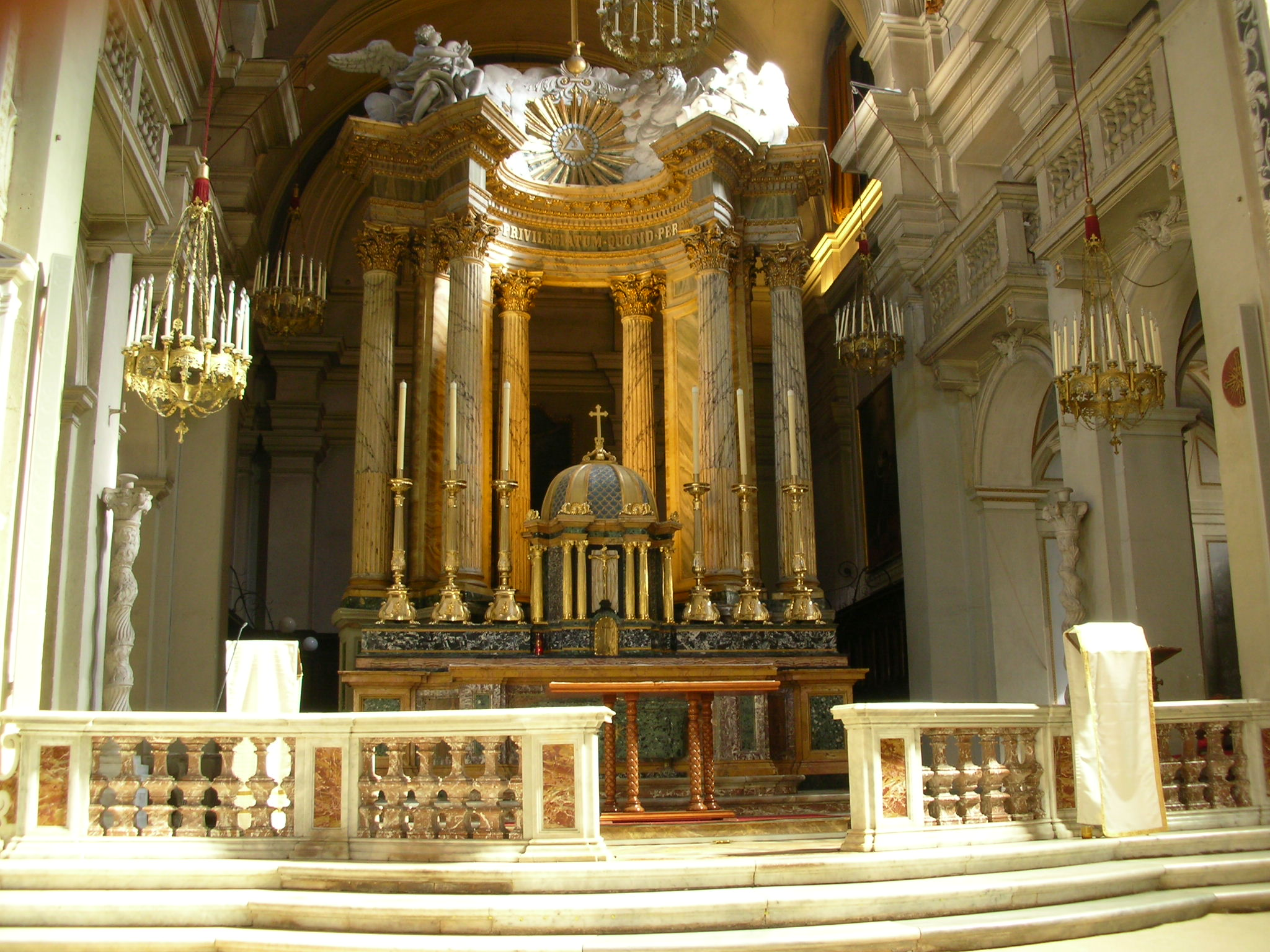
Ołtarz główny
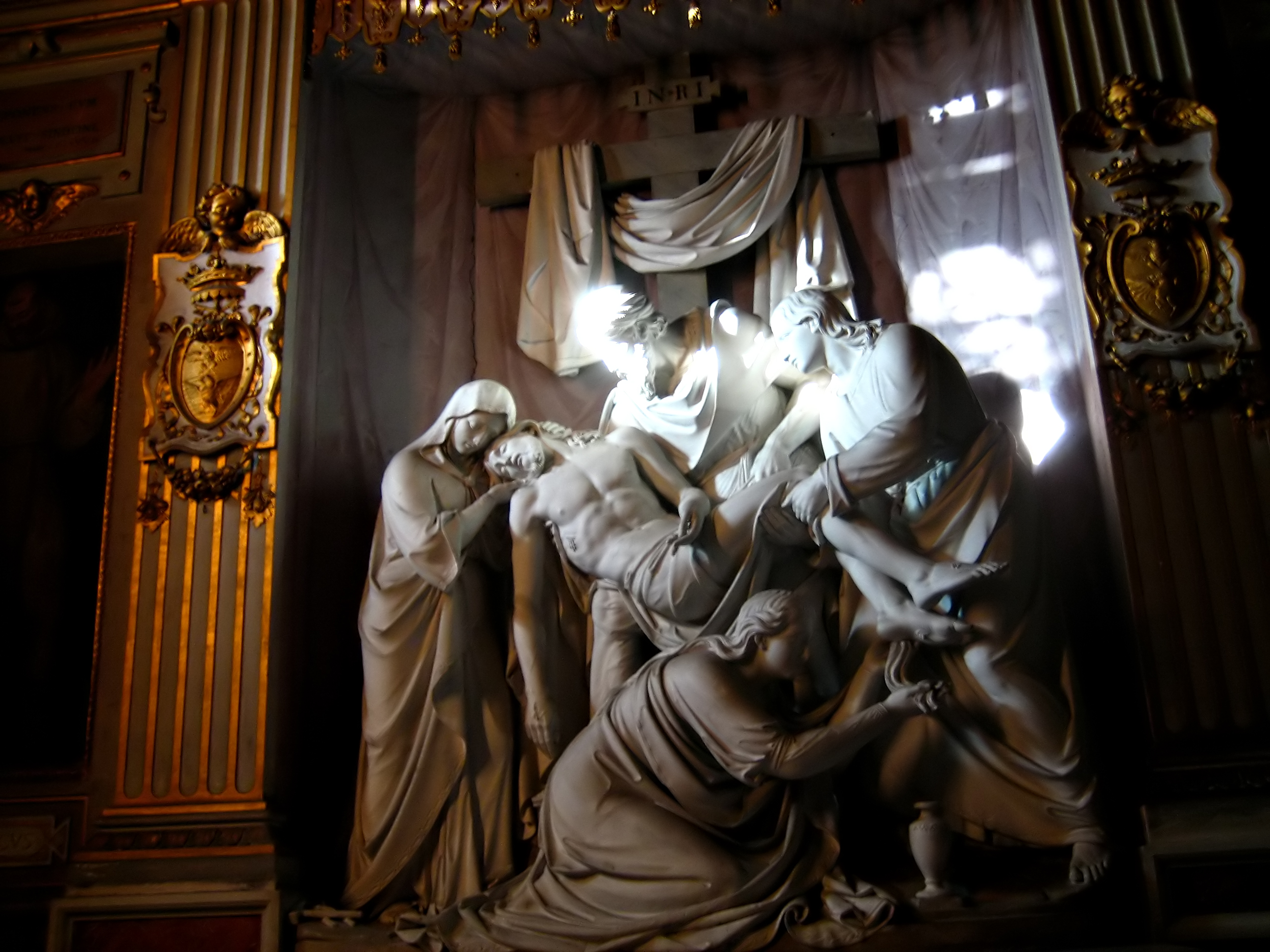
Cappella Borghese, Pietà
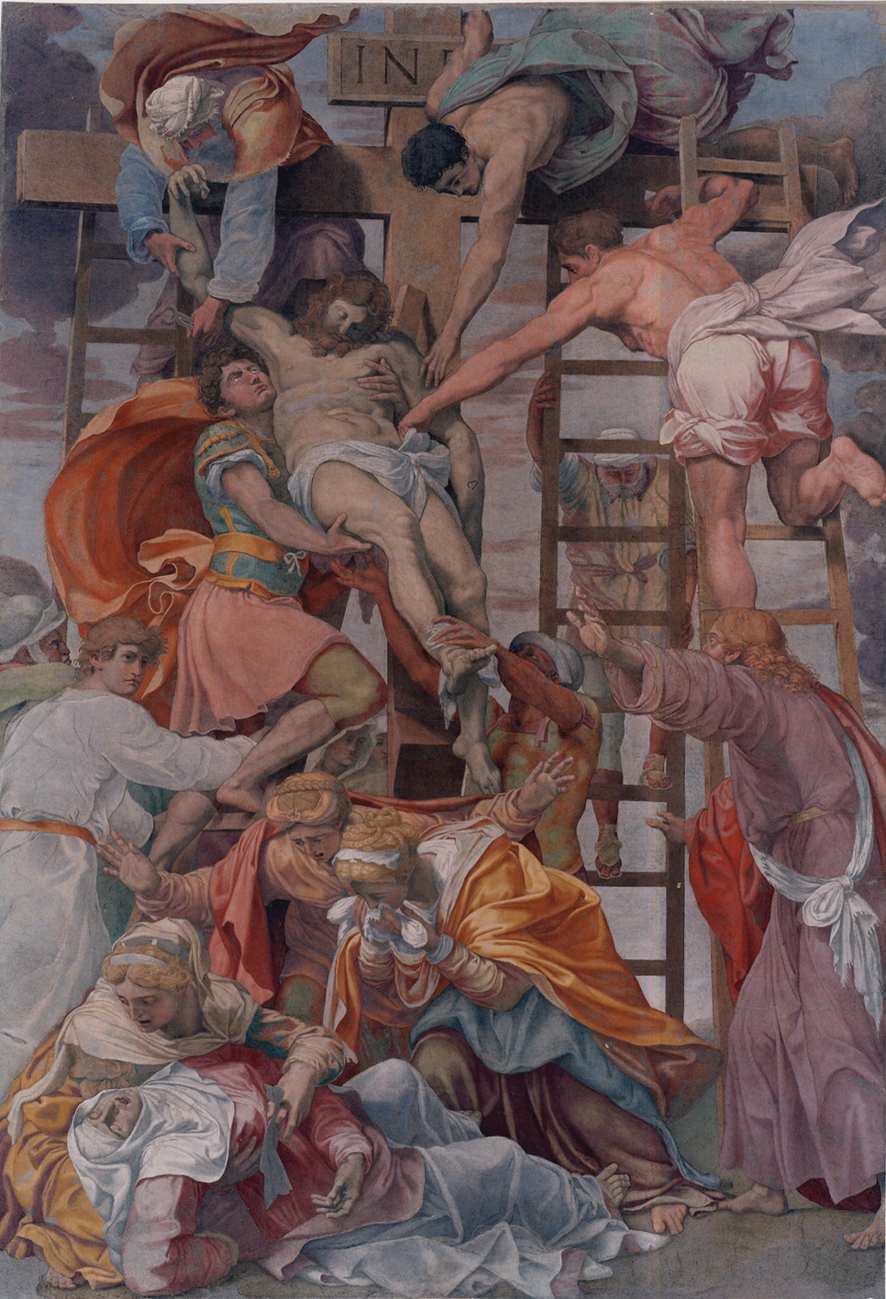
Daniele da Volterra, Zdjęcie z krzyża

## Klasztor
W 1530 roku rozpoczęto budowę klasztoru z krużgankiem, który ukończono w 1570 roku. W XVI i XVII wieku klasztor przeżywał rozkwit, stając się prężnym ośrodkiem kultury. Znany był z badań naukowych oraz dobrze zaopatrzonej biblioteki. Zajmowano się w nim teologią, botaniką, matematyką i fizyką. W 1624 roku budynek klasztoru został całkowicie przebudowany przez architekta Bartolomea Brecciolego, zyskując obecną formę. 12 lutego 1798 roku obiekt został zajęty przez wojska francuskie i poważnie uszkodzony, skonfiskowano książki z biblioteki oraz dzieła sztuki; pomieszczenia klasztorne zajęli artyści francuscy, a sam kościół zamieniono w galerię. Po upadku Napoleona artyści zostali wysiedleni, a cały kompleks został w 1816 roku odrestaurowany przez architekta François Mazois na życzenie króla Francji, Ludwika XVIII, który chciał w ten sposób zatrzeć złe wspomnienia po epoce napoleońskiej. W następstwie opuszczenia klasztoru przez minimitów w 1828 roku, budynek został przekazany siostrom ze Zgromadzenia Najświętszego Serca Jezusa, które założyły w nim szkołę, czynną do dziś, należącą do najbardziej prestiżowych w Rzymie.

## Schody Hiszpańskie
W przeszłości sprzed kościoła prowadziły w dół, wzdłuż stoku wzgórza, dwie drogi, niedostępne dla karoc, strome i błotniste. Znacząca różnica poziomów skutecznie oddzielała od siebie kościół i położony niżej ośrodek miejski. Pojawiły się różne projekty połączenia kościoła z Placem Hiszpańskim, ale nie zostały zrealizowane. Dopiero w 1720 roku, kiedy projekt architekta Francesca de Sanctisa został zatwierdzony przez Francuzów (właścicieli gruntów) oraz przez papieża Innocentego XIII, mogły rozpocząć się prace budowlane. Budowa schodów, łączących kościół z Placem Hiszpańskim (niedaleko którego znajdowała się Ambasada Hiszpanii) miała na celu uczczenie pokoju między Francją a Hiszpanią. Schody, ukończone w 1726 roku, składają się na przemian z odcinków zakrzywionych i prostych oraz tarasów, będąc jednym z najbardziej reprezentatywnych przykładów sztuki późnego baroku.